# 大陆银行北京分行
大陆银行北京分行位于今中国北京市西城区西交民巷东口，是大陆银行设在北京的分行。

## 简介
大陆银行成立于1919年，总行设在天津，1942年迁到上海。大陆银行的创办人是谈荔孙，曾历任中国银行南京分行经理、北京分行经理。大陆银行北京分行最初在前门外西河沿路南，后来在西交民巷靠东段建筑大楼，大楼坐北朝南，位于金城银行对面。大陆银行北京分行大楼始建于1924年，于1924年2月18日开始营业，1952年2月结束营业。
大陆银行北京分行大楼原来位于西交民巷靠东段，后来由于修建天安门广场，西交民巷东段拆迁，该大楼变成位于西交民巷东口。该大楼由贝寿同设计，是仿英国银行建筑。此建筑地上五层，地下一层，立面采用西方古典式，三段划分。基座使用大块花岗岩砌成，上层檐口挑出，入口大门进行了重点装饰，三层拱门内镶嵌券柱，两侧为科林斯壁柱。楼内设备十分富丽堂皇，大楼营业厅内有大理石柜台，楼顶镶嵌彩色玻璃，室内的设备及家具均为特制。楼顶设有钟楼，母钟连接子钟，钟楼上有穹顶。过去谈荔孙的住宅就位于该大楼后门的胡同内。 

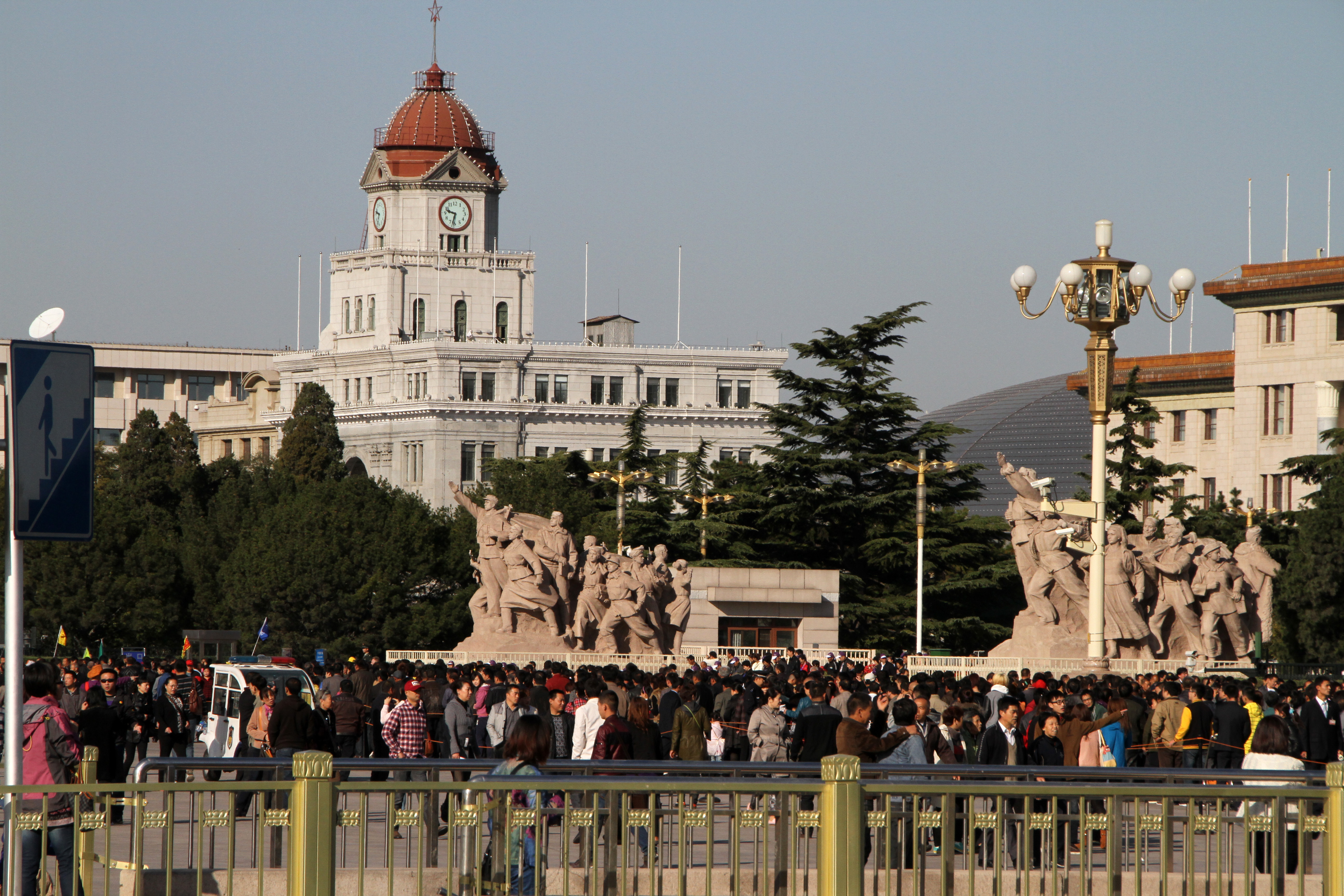
从毛主席纪念堂旁边眺望大陆银行北京分行大楼

中国农业银行于1955年3月成立后，总行设在西交民巷17号的该建筑内，直到1957年中国农业银行并入中国人民银行。1979年，中国银行从中国人民银行分出，总行设在该楼。后来，该建筑成为中国银行北京前门支行营业楼。后来，该建筑曾传将交由中国钱币博物馆使用，但未实现。2011年，该建筑的维修工程开工。此后又传该建筑将辟为银行高端客户专区，但也还未实现。
1995年，该建筑以“大陆银行旧址”之名列入北京市文物保护单位。2013年，该建筑作为“大陆银行旧址”，和中央银行旧址、保商银行旧址、中国农工银行旧址、户部银行旧址合称“西交民巷近代银行建筑群”，列为第七批全国重点文物保护单位。2021年2月5日，该建筑成为中国银行（北京）博物馆。